# Барбара Мерц
Барбара Луїза Мерц (англ. Barbara Mertz), до шлюбу Гросс, відома під псевдонімами Елізабет Пітерс і Барбара Майклс) — американська письменниця, науковець, доктор філософії з єгиптології. Хоча вона найбільш відома своїми детективними романами, у 1960-х вона написала дві книги про Стародавній Єгипет («Єгиптологія: храми, гробниці та ієрогліфи», 1964 рік, і «Червона земля, чорна земля», 1966 рік), які досі друкуються.
Найбільш відома як Елізабет Пітерс, є авторкою 38 кримінальних романів, у 19 з яких зображена її жорстка вікторіанська героїня Амелія Пібоді, чиї пригоди серед пірамід і мумій Єгипту в перші роки XX століття були феміністським дзеркальним відображенням Індіани Джонса. «Порівнюючи між Амелією Пібоді та Індіаною Джонсом, це Амелія — дотепна й смілива», — написав одного разу в New York Times Пол Теру.
Була однією з найпопулярніших письменниць своєї епохи у панівних тоді жанрах. Її творчість охоплювала пригоди, романтику, історію, надприродні та позачасові теми, які стоять на шляху жінки під час місії, яку вона здійснює. Мерц випускала книги з надзвичайною швидкістю, одного разу зауваживши, що втратила їх точний лік десь по виходу своєї 50-ї книги.

## Біографія
Барбара Луїза Гросс була дочкою друкаря і вчительки. Закінчила Чиказький університет з освітним ступенем бакалавра в 1947 році, магістра в 1950 році та доктора філософії з єгиптології в 1952 році. Не маючи змоги знайти роботу в академічних колах, вона отримала роботу секретарки, яку було легше отримати, якщо приховати, що вона мала ступінь доктора філософії.
Була одружена з Річардом Мерцем 19 років (1950—1969), розлучилася. У них було двоє дітей, Пітер і Елізабет Мерц (Elizabeth Mertz). 
Вона часто говорила, що написання книг про Амелію Пібоді дозволило їй бути археологом, не встаючи з крісла. В оточенні кішок — а вони завжди фігурували в її книгах про Пібоді — вона жила у фермерському будинку в Меріленді, який дуже любила. Мала репутацію лояльної й великодушної людини стосовно своїх колег-письменників і була відома своїм ентузіазмом до куріння сигарет і пиття чистого джину. 
У неї 6 онуків.

## Творчість
У 1964 році Барбара Мерц стала письменницею. Між академічними творами Мерц та романами, підписаними Елізабет Пітерс, вона використала свій перший псевдонім Барбара Майклс, під яким писала несподівані, готичні, надприродні та романтичні таємниці (всього 29), налаштована заробляти на життя, щоб утримувати дітей після розлучення. Цей псевдонім був винаходом її тодішнього літературного агента. Вона часто пізніше зауважувала, що настільки хотіла бути опублікованою, що прийняла б і псевдонім «Джек Різник».
У 1966 році опублікувала свій перший готичний роман «Майстер Чорної вежі». Розлучення спонукало її написати 16 романів упродовж наступних 10 років. Вона пожартувала про «неприємність» — включно з невдачами з бронюванням готелів та авіакомпаній через створену нею тристоронню ідентичність. Але розділивши свої твори між псевдонімами, вона могла захистити себе від поблажливих критиків, для яких «плідний», зазначила вона, було «неприємним словом».
Більшість творів написана під псевдонімом Майклс, але вона починала писати як Елізабет Пітерс, псевдонім, узятий з імен її дочки та сина, і в 1975 році запустила серію з Амелією Пібоді (разом із чоловіком Амелії Редкліффом Емерсоном, а пізніше, їхнім сином Рамзесом) про її вигадану кар'єру в «Крокодилі на пісочній мілині». До 2010 року з'явилося ще 18 романів з Пібоді, в яких часто з'являлися улюблені нею і дуже смішні — образи Агати Крісті, Артура Конан Дойла та Генрі Райдера Гаґгарда. Пізніше Мерц зауважила, що Пібоді схожа не неї саму. Вплітаючи цікавинки Стародавнього Єгипту, археологію та інші рідкісні галузі у свою художню літературу, Мерц творила одну приємну для читачів книгу за іншою. Як письменниця, вона пишалася тим, що запропонувала читачам класичний роман, навіть запевняючи їх, що Амелія Пібоді та Редкліфф Емерсон продовжуватимуть насолоджуватися тілесними втіхами «до 90 років».
Мерц брала діяльну участь в організації «Сестри в злочинності» та була однією з засновниць щорічних конвенцій фанатів Malice Domestic, присвячених більш традиційному написанню кримінальних творів у стилі Дороті Л. Сеєрс, Джозефіни Тей і Марджері Аллінґем. Її романи та оповідання здобули багато нагород у США, а в 1998 році вона була визнана Великим майстром (Grand Master) Товариством письменників детективного жанру Америки.
Вона характеризувала свої книги як «трилери, багато з яких із надприродним елементом».
Її художня література, як зазначила кореспондентка Washington Post Сара Бут Конрой, була «літературним еквівалентом кількох джин-тоніков. Їх слід було брати в часи потурання собі, фізичного болю чи душевних страждань, тому що вони мають гарантію, що зло буде покаране, добро винагороджене, приємні повненькі жінки спокушатимуть блискучих чоловіків із надутими м'язами, і все буде правильним у світі».

## Твори

### Романи з Амелією Пібоді
- Crocodile on the Sandbank[en] (Крокодил на пісочній мілині) (1975)
- The Curse of the Pharaohs[en] (Прокляття фараонів) (1981)
- The Mummy Case[en] (Справа мумії) (1985)
- Lion in the Valley[en] (Лев у долині) (1986)
- The Deeds of the Disturber[en] (Вчинки порушника) (1988)
- The Last Camel Died at Noon[en] (Останній верблюд помер опівдні) (1991)
- The Snake, the Crocodile, and the Dog[en] (Змія, крокодил і пес) (1992)
- The Hippopotamus Pool[en] (Басейн Бегемота) (1996)
- Seeing a Large Cat[en] (Спостерігаючи велику кішку) (1997)
- The Falcon at the Portal[en] (Сокіл біля порталу) (1999)
- He Shall Thunder in the Sky[en] (Він загримить у небі) (2000)
- Lord of the Silent[en] (Лорд тиші) (2001)
- The Golden One[en] (Золотий) (2002)
- Children of the Storm[en] (Діти бурі) (2003)
- Guardian of the Horizon[en] (Охоронець горизонту) (2004)
- The Serpent on the Crown[en] (Змія на короні) (2005)
- Tomb of the Golden Bird[en] (Могила золотого птаха) (2006)
- A River in the Sky (Небесна річка) (2010)
- The Painted Queen (Пофарбована королева) (2017)

### Романи з Віккі Блісс
- The Camelot Caper / Her Cousin John (Камелот Капер / Її кузен Джон) (1969)
- Borrower of the Night (Позичальник ночі) (1973)
- Street of the Five Moons (Вулиця п'яти місяців) (1978)
- Silhouette in Scarlet (Силует у пурпуровому) (1983)
- Trojan Gold (Троянське золото) (1987)
- Night Train to Memphis (Нічний потяг на Мемфіс) (1994)
- The Laughter of Dead Kings (Сміх мертвих королів) (2008)

### Романи з Жаклін Кірбі
- The Seventh Sinner (Сьомий грішник) (1972)
- The Murders of Richard III (Вбивства Річарда III) (1974)
- Die for Love (Померти заради кохання) (1984)
- Naked Once More (Ще раз гола) (1989)

### Несерійні романи
- The Jackal's Head (Голова шакала) (1968)
- The Camelot Caper (Верблюд стрибає) (1969)
- The Dead Sea Cipher (Шифр Мертвого моря) (1970)
- The Night of Four Hundred Rabbits (Ніч чотирьох сотен кроликів) (1971);
- Legend in Green Velvet (Легенда в зеленому оксамиті) (1976);
- Devil-May-Care (Диявол відчайдушний) (1977);
- Summer of the Dragon (Літо дракона) (1979);
- The Love Talker (Балакун кохання) (1980);
- The Copenhagen Connection (Копенгагенський зв'язок) (1982);

### Романи, написані під псевдонімом Барбара Майклс
- The Master of Blacktower (Майстер Чорної башти) (1966);
- Sons of the Wolf (Сини вовка) (1967);
- Ammie, Come Home (Еммі, повертайся додому) (1968);
- Prince of Darkness (Принц темряви) (1970);
- The Dark on the Other Side (Темрява по той бік) (1970);
- The Crying Child (Волаюча дитина) (1971);
- Greygallows (Сірі шибениці) (1972);
- Witch (Відьма) (1973);
- House of Many Shadows (Будинок багатьох тіней) (1974);
- The Sea King's Daughter (Донька морського короля) (1975);
- Patriot's Dream (Мрія патріота) (1977);
- Wings of the Falcon[en] (Крила сокола) (1977);
- Wait for What Will Come (Чекайте те, що прийде) (1978);
- The Walker in Shadows (Ходок у тіні) (1979)
- The Wizard's Daughter (Дочка чаклуна) (1980)
- Someone in the House (Хтось у домі) (1981)
- Black Rainbow (Чорна веселка) (1982)
- Here I Stay (Тут я залишаюся) (1983)
- The Grey Beginning (Сірий початок) (1984)
- Be Buried in the Rain (Бути похованим під дощем) (1985)
- Search the Shadows (Пошук в облаках) (1987)
- Smoke and Mirrors (Дим і дзеркала) (1989)
- Into the Darkness (У темряві) (1990)
- Vanish with the Rose (Зникни з трояндою)) (1992)
- Houses of Stone (Будинки з каменю) (1993)
- The Dancing Floor (Танцювальний поверх) (1997)
- Other Worlds (Інші світи) (1999)